# Катасонов, Александр Михайлович
Александр Михайлович Катасонов (10 апреля 1972, Москва, СССР) — российский футболист, нападающий; тренер.

## Карьера

### Клубная
С семи лет занимался футболом в школе московского «Локомотива». Играл за любительский клуб завода «Подшипник» (Москва), ФК «Орехово», московский «Локомотив» (42 матча, 3 гола в Высшей лиге), пермский «Амкар» (отдача в аренду московским «Спартаком»), «Спартак-Чукотку» (Москва), раменский «Сатурн». Лучший бомбардир центральной зоны КФК (1998, 39 голов), центральной зоны второго дивизиона (1999, 27 голов).
С 2001 по 2006 годы играл за латвийский клуб «Металлург» (Лиепая), за который провёл в Высшей лиге чемпионата Латвии 154 матча и забил 99 голов.
В 2007 году отдан в аренду в клуб «Юрмала». 7 апреля 2007 года в матче первого тура против «Динабурга» забил свой сотый гол в чемпионатах Латвии и стал четвёртым футболистом, достигшим этого рубежа. 31 августа закончил игровую карьеру и стал тренером дубля в клубе «Металлург» (Лиепая). Чемпион Латвии среди дублей (2007).

### Тренерская
С 2009 года — тренер в футбольной школе московского «Локомотива». В 2010 году был старшим тренером основного состава ФК «Химки». Входил в тренерский штаб команды «Локомотив-2». В 2017 году назначен главным тренером молодёжной команды «Локомотива» с сохранением должности спортивного директора клубной академии, которую занимает несколько лет.

## Достижения
- 3 место чемпионата России 1994
- 2 место чемпионата России 1995
- Чемпион Латвии 2005
- 3 место чемпионата Латвии 2001, 2002
- 2 место чемпионата Латвии 2003, 2004, 2006
- Лучший бомбардир чемпионатов Латвии 2001, 2004
- Лучший легионер чемпионата Латвии 2004, 2005
- Лучший нападающий чемпионата Латвии 2004, 2005
- Лучший игрок чемпионата Латвии 2004
- Обладатель кубка Латвии 2006
- Финалист кубка Латвии 2002, 2005
- Чемпион Латвии среди дублей 2007